# 克拉格斯 (佛羅里達州)
克拉格斯（英語：Craggs）是位於美國佛羅里達州吉爾克里斯特縣的一個人口普查指定地區。

## 地理
克拉格斯的座標為29°46′44″N 82°44′28″W / 29.77889°N 82.74111°W，而該地最高點為海拔高度22米（即72英尺）。

## 人口
根據2010年美國人口普查的數據，克拉格斯的面積為5.00平方千米，當中陸地面積為5.00平方千米，而水域面積為5.00平方千米。當地共有人口500人，而人口密度為每平方千米100人。